# محوطه کت یری سد آیدوغموش
محوطه کت یری سد آیدوغموش مربوط به دوره ساسانیان - دوره اشکانیان است و در شهرستان میانه، بخش مرکزی، دهستان کله بوزشرقی، شرق تاج سد آیدوغموش واقع شده و این اثر در تاریخ ۲۸ اسفند ۱۳۸۵ با شمارهٔ ثبت ۱۸۹۱۱ به‌عنوان یکی از آثار ملی ایران به ثبت رسیده است.